# Mei 1997
Dit artikel geeft een chronologisch overzicht van alle belangrijke gebeurtenissen per dag in de maand mei van het jaar 1997.

## Gebeurtenissen

### 1 mei
- Groningen - Langs het spoor bij het Noorderstation wordt het lichaam van de 18-jarige sociologie-studente Anne de Ruijter de Wildt gevonden. Ze blijkt te zijn gewurgd. In 1998 richten haar ouders het Comité Groningen Veilig op uit onvrede met het politieonderzoek. In 2001 wordt de crimineel Henk S. veroordeeld voor de moord op Anne en op een Utrechtse tippelaarster.
- Na achttien jaar Tory-regering wint de Labour-partij de verkiezingen in het Verenigd Koninkrijk. Tony Blair wordt de nieuwe premier.

### 2 mei
- Ahold-topman Cees van der Hoeven zegt er niets voor te voelen om, net als Shell, een paragraaf over mensenrechten in de gedragscode van het bedrijf op te nemen. "We zijn niet aan de hele wereld verantwoording schuldig."
- De besprekingen tussen de Zaïrese president Mobutu Sese Seko en rebellenleider Laurent Kabila op een Zuid-Afrikaans oorlogsschip voor de kust van Congo gaan niet door. Kabila laat het op het laatste moment afweten.

### 3 mei
- Het ministerie van Defensie wijst claims ouder dan dertig jaar van asbestslachtoffers af, ondanks onderzoeken die uitwijzen dat de incubatietijd van silicose (stoflongen) dertig tot veertig jaar kan zijn.

### 4 mei
- Bij een transport van Rwandese Hutu-vluchtelingen per trein van het kamp Biaro naar de Oost-Zaïrese stad Kisangani komen 91 mensen om het leven.

### 5 mei
- Staatssecretaris Willem Vermeend (Financiën) wil, anders dan premier Wim Kok, geen vermogenswinstbelasting. Die is volgens hem in de praktijk onuitvoerbaar. Hij wil belasting heffen over het vermogensrendement.
- De Zaïrese rebellen 'verjagen' Mobutu Sese Seko uit de hoofdstad Kinshasa als de president voor hun aankomst in de stad de macht niet aan hen heeft overgedragen, aldus rebellenleider Laurent Kabila in zijn hoofdkwartier in Lubumbashi, de op een na grootste stad van Zaïre.
- Ken Doherty onttroont titelverdediger Stephen Hendry bij het het WK snooker, dat de Ier voor de eerste keer op zijn naam schrijft.

### 7 mei
- De Bosnische Serviër Dusko Tadic wordt door het Internationaal tribunaal voor oorlogsmisdaden schuldig verklaard aan moord, mishandeling en vervolging. Hij krijgt twintig jaar celstraf.
- President Mobutu Sese Seko van Zaïre vertrekt naar het buurland Gabon. Diplomatieke pogingen om hem te laten aftreden, verplaatsen zich naar Parijs. Frankrijk gaat zijn invloed aanwenden bij zijn Afrikaanse bondgenoten, die Mobutu ontmoet in Libreville.

### 8 mei
- President Mobutu Sese Seko van Zaïre is bereid de macht over te dragen aan een nog te benoemen voorzitter van het overgangsparlement. Hij zal om gezondheidsredenen niet meedoen aan uit te schrijven verkiezingen. Dat staat in de slotverklaring van een 'minitop' in Libreville, de hoofdstad van Gabon.
- Roda JC wint in De Kuip voor de eerste keer de KNVB beker door sc Heerenveen met 4-2 te verslaan. Voor de Limburgers scoren achtereenvolgens Gerald Sibon, Ger Senden, Eric van der Luer en Maarten Schops.

### 9 mei
- President Mobutu Sese Seko stelt zijn terugkeer naar Zaïre uit. In de hoofdstad van Gabon, Libreville, praat hij met de Zuid-Afrikaanse vice-president Thabo Mbeki, die bemiddelt in de Zaïrese burgeroorlog.

### 10 mei
- In Iran, nabij de Afghaanse grens, vallen 1600 doden bij een beving met een kracht van 7,1 op de schaal van Richter.
- Koningin Beatrix stelt de Maeslantkering officieel in gebruik: de Deltawerken zijn voltooid.
- Het overgangsparlement van Zaïre kiest, na een demonstratief vertrek van de oppositie, een aartsbisschop tot voorzitter en daarmee tot potentiële opvolger van president Mobutu Sese Seko. De rooms-katholieke kerk toont zich gereserveerd over een voorlopig presidentschap van Laurent Monsengwo, de aartsbisschop van Kisangani.

### 11 mei
- De hockeysters van HGC prolongeren de landstitel in de Nederlandse hoofdklasse door Amsterdam op strafballen (3-1) te verslaan in het derde duel uit de finale van de play-offs.
- Bij de EK judo in Oostende winnen Mark Huizinga en Ben Sonnemans een gouden medaille.

### 12 mei
- Zaïrese rebellen forceren een doorbraak bij Kenge, 200 kilometer ten zuidoosten van de hoofdstad Kinshasa. Ze verslaan soldaten van de Angolese verzetsbeweging UNITA, die het leger van president Mobutu Sese Seko steunen.

### 13 mei
- Unilever krijgt acht miljard gulden op zijn rekening bijgeschreven uit de verkoop van de chemiepoot aan ICI.
- De militaire regering van Zaïre kondigt een avondklok af in de hoofdstad Kinshasa, die geheel werd lamgelegd als gevolg van een algemene staking.

### 14 mei
- Shimon Peres vertrekt als leider van de Israëlische Arbeidspartij; oud-stafchef Ehud Barak volgt hem op.
- De NAVO en Rusland bereiken akkoord over hun relatie.
- Air Canada, Lufthansa, SAS, Thai Airways International en United Airlines richten de Star Alliance op.
- FC Barcelona wint de Europacup II. In de finale in De Kuip in Rotterdam zegeviert de Spaanse voetbalclub met 1-0 ten koste van het Franse Paris Saint-Germain.
- Canada verslaat Zweden in de best-of-three-finale van het wereldkampioenschap ijshockey in Finland.

### 15 mei
- De Tweede Kamer besluit dat er een onafhankelijk toezichthouder moet komen voor de telecommunicatie. KPN verliest op 1 juli zijn monopoliepositie.
- Studenten raken in Den Haag slaags met de ME tijdens een demonstratie tegen nieuwe plannen voor de OV-studentenkaart. Niemand raakt gewond.
- De Zaïrese rebellenleider Laurent Kabila reist voor een spoedbijeenkomst met president Nelson Mandela naar Zuid-Afrika na het niet doorgaan van besprekingen met president Mobutu Sese Seko op de boot Outeniqua in de Congolese haven Pointe-Noire.

### 16 mei
- Binnen het Zaïrese leger begint een afrekening nadat president Mobutu Sese Seko naar het noorden is gevlucht en afstand heeft gedaan van de macht. Leden van de presidentiële garde schieten de legerleider dood.

### 17 mei
- Rebellen geleid door Laurent-Désiré Kabila veroveren de hoofdstad Kinshasa een week nadat de Zaïrese president Mobutu Sese Seko is gevlucht naar het buitenland.

### 18 mei
- Vijftigste filmfestival van Cannes geeft de Gouden Palm ex aequo aan Aziatische regisseurs Abbas Kiarostami (Iran) en Shohei Imamura (Japan).

### 20 mei
- Dierenartsen in Noord-Brabant beginnen met het doodspuiten van 500.000 biggetjes naar aanleiding van de varkenspest.
- President Laurent-Désiré Kabila van Congo komt zonder fanfare aan in de door zijn troepen veroverde hoofdstad Kinshasa. De besprekingen over de vorming van een nieuw kabinet verlopen moeizaam.

### 21 mei
- Bestuursvoorzitter Pieter Bouw van de KLM kondigt zijn vertrek aan. Leo van Wijk volgt hem op. Alleen dankzij de bijdrage van partner Northwest kan KLM nog een winst tonen van 236 miljoen gulden over 1996.
- De regering van Zuid-Afrika spreekt met grote nadruk haar vertrouwen uit in de nieuwe leider van Congo, president Laurent-Désiré Kabila, en volledige steun toegezegd bij de wederopbouw van het Midden-Afrikaanse land.
- FC Schalke 04 wint de 26e editie van de UEFA Cup. In de tweede finalewedstrijd in Milaan zegeviert de Duitse voetbalclub na strafschoppen (4-1) ten koste van de Italiaanse thuisclub Internazionale.

### 22 mei
- De oudgediende oppositieleider Étienne Tshisekedi krijgt geen plaats in de overgangsregering van de Democratische Republiek Congo.
- De Vlaamse dichter-essayist Herman de Coninck (53) overlijdt.

### 23 mei
- Liberaal Mohammed Khatami wordt gekozen tot president van Iran.
- Jaap van Zweden vertrekt als concertmeester bij het Koninklijk Concertgebouworkest, om dirigent te worden onder andere bij het Orkest van het Oosten. Van Zweden en zijn gepensioneerde collega Viktor Liberman worden opgevolgd door Rudolf Koelman en Alexander Kerr.

### 25 mei
- Laurent Kabila, de nieuwe president van Congo-Kinshasa, zegt twee jaar nodig te hebben om algemene verkiezingen uit te schrijven.
- PSV Eindhoven wordt voor de veertiende keer voetbalkampioen van Nederland.

### 27 mei
- President Boris Jeltsin en zestien staatshoofden en regeringsleiders tekenen in Parijs stichtingsakte over betrekkingen tussen Rusland en de NAVO.
- De Amerikaanse president Bill Clinton en zijn vrouw brengen een bezoek aan Nederland ter herdenking van vijftig jaar Marshallplan.
- Beleggers rondom de effectenhandelaar Adri Strating breiden hun belang in het kwakkelende Koninklijke Bijenkorf Beheer uit naar tien procent. "Ik koop graag dingen die niemand wil hebben", zegt Strating.
- Autocoureur Arie Luyendijk wint voor de tweede keer in zijn loopbaan de Indy 500.

### 28 mei
- Nigeria stuurt een vredesmacht naar Sierra Leone en bombardeert de hoofdstad Freetown.
- Borussia Dortmund wint de Champions League. In de finale in München zegeviert de Duitse voetbalclub met 3-1 ten koste van het Italiaanse Juventus.

### 29 mei
- Het Centraal Bureau voor de Statistiek berekent dat de economie in de eerste drie maanden is gegroeid met 2,1 procent. Was 1996 geen schrikkeljaar geweest, dan was de groei uitgekomen op drie procent.

### 30 mei
- Filmmaker en journalist Jan Vrijman (72) overlijdt in Amsterdam.

### 31 mei
- Minister Els Borst (Volksgezondheid) wordt de nieuwe lijsttrekker van D66. "Het gaat erom overeind te blijven tussen de mastodonten Kok en Bolkestein", zegt haar voorganger Hans van Mierlo bij de presentatie. "En Els kan volstaan met het optrekken van haar wenkbrauwen".

<< · januari · februari · maart · april · mei · juni · juli · augustus · september · oktober · november · december · >>